# Режановце
Режа́новце (мак. Режановце) — село у Північній Македонії, входить до складу общини Куманово Північно-Східного регіону.
Населення — 705 осіб (перепис 2002) в 167 господарствах.